# 팔봉초등학교 고파도분교
팔봉초등학교 고파도분교는 대한민국 충청남도 서산시에 있었던 공립 초등학교이다.

## 학교 연혁
- 1961년 9월 1일: 개교
- 2023년 2월 28일: 폐교[2]

## 참고 자료
- 팔봉초등학교고파도분교장 - 한국교육학술정보원 학교알리미